# Teddy Pendergrass
Theodore DeReese (Teddy) Pendergrass (Philadelphia, 26 maart 1950 – aldaar, 13 januari 2010) was een Amerikaanse rhythm-and-blues- en soulzanger en componist. Hij is bekend geworden als leadzanger van Harold Melvin & the Blue Notes. Solo had hij hits als "I Don't Love You Anymore" (1977), "Close the Door" (1978), "Turn Off the Lights" (1979), "Can't We Try", "Love T.K.O." (beide 1980), "Two Hearts" (1981; duet met Stephanie Mills), "You're My Latest, My Greatest Inspiration" (eveneens 1981). Pendergrass werd bij de Grammy Awards vijfmaal genomineerd voor de "Best Male R&B Vocal Performance" (in 1979, 1982, 1989, 1992 en 1994), maar wist ze geen van alle te verzilveren.

## Biografie

### Harold Melvin & the Blue Notes
Pendergrass, opgegroeid als enig kind, begon met zingen in de kerk en wilde oorspronkelijk dominee worden; die wens is in zijn tienerjaren in vervulling gegaan. Hij ging voortijdig van school en nam zijn eerste single op: Angels With Muddy Feet, werd geen hit. Pendergrass had ook leren drummen en speelde in diverse bands waaronder The Cadillacs. Hij trad in 1970 toe tot Harold Melvin & the Blue Notes en werd op grond van zijn spontane backing vocals de nieuwe leadzanger. Met de Blue Notes scoorde Pendergrass hits als If You Don't Know Me By Now in 1972 (later gecoverd door Simply Red en Ben Saunders), The Love I Lost in 1973 (een van de eerste disconummers), ook in 1973 Satisfaction Guaranteed, Wake Up Everybody (in 2010 gecoverd door John Legend en The Roots), Don't leave me this way (later gecoverd door Thelma Houston en The Communards) en Bad Luck, alle drie in 1975. Daarna verliet Pendergrass de groep wegens onoverbrugbare meningsverschillen.

### Eerste solojaren
in 1977, het jaar waarin zijn eerste soloalbum uitkwam, was Pendergrass lid van de gelegenheidsformatie "Philadelphia All Stars" samen met Dee Dee Sharp (zijn vaste producer), Lou Rawls, Billy Paul, The O'Jays en Archie Bell. De hit "Let's clean up the ghetto" ging gepaard met een opruimactie in de Amerikaanse ghetto's.
Pendergrass trok vooral een vrouwelijk publiek en speelde daarop in door concerten te geven die uitsluitend toegankelijk waren voor vrouwen. Toen hij in 1981 naar Londen kwam moesten er extra concerten worden ingelast.
Zijn populariteit leverde hem bijnamen op als zwarte Elvis (vanwege zijn Graceland-achtige villa) en zingende teddybeer (vanwege zijn ballads). Critici zagen in hem een serieuze concurrent voor Marvin Gaye (met wie Pendergrass goed bevriend was) en Barry White.

### Na het ongeluk
Op 18 maart 1982 raakte hij zwaargewond bij een auto-ongeluk in Philadelphia, waardoor hij verlamd bleef. Hij richtte hierop de "Teddy Pendergass Alliance" op, een stichting die mensen helpt met verwondingen aan de ruggengraat.
In 1985 maakte Pendergrass zijn podiumcomeback op Live Aid; hij zong Reach Out and Touch van Diana Ross en bedankte het publiek voor alle steun die hij sinds het ongeluk had gekregen. Datzelfde jaar werd Hold Me, zijn duet met Whitney Houston uit 1984, een internationale hit; in Nederland was de single Alarmschijf. In 1988 volgde nog "Joy" en in 1991 "It Should've Been You".
Teddy Pendergrass stopte in 2007 met optreden en overleed in 2010 op 59-jarige leeftijd aan de gevolgen van darmkanker. Hij liet twee dochters en een zoon na.

## Discografie

### Albums
- 1977: Teddy Pendergrass
- 1978: Life Is a Song Worth Singing
- 1979: Teddy
- 1979: Live! Coast to Coast
- 1980: TP
- 1981: It's Time for Love
- 1982: This One's for You
- 1983: Heaven Only Knows
- 1984: Love Language
- 1985: Greatest Hits
- 1985: Workin' It Back
- 1988: Joy
- 1991: Truly Blessed
- 1993: A Little More Magic'
- 1997: You and I
- 1998: The Best of Teddy Pendergrass
- 1998: This Christmas I'd Rather Have Love
- 2001: Greatest Slow Jams
- 2002: From Teddy with Love
- 2004: Love Songs Collection